# Farming Simulator 17
Farming Simulator 17 est un jeu vidéo de simulation développé par la société suisse GIANTS Software et édité par la société française Focus Home Interactive. Sorti le 25 octobre 2016 sur Windows, Mac, PlayStation 4 et Xbox One, il est le dixième épisode de la série Farming Simulator.
Ce jeu simule la gestion d'une ferme en permettant l'élevage d'animaux, la culture au sein d'une exploitation agricole, la vente des récoltes ou encore la sylviculture (apparue dans Farming Simulator 15).

## Système de jeu
Le but du jeu est de contrôler et gérer une exploitation agricole avec divers fonctions, véhicules et outils virtuels selon un budget variable virtuellement édicté dans le jeu.

### Agriculture
Dans Farming Simulator 17 les joueurs peuvent semer des champs avec les semences habituelles. Ils peuvent aussi mettre de l'engrais (comme de l'engrais liquide ou solide, du fumier  ou du lisier) pour améliorer le rendement de leurs champs.

### Machines
Farming Simulator 17 propose une grande variété de machines de plus de 75 marques dont Valtra et Massey Ferguson. De nombreux véhicules sont aussi proposés : tracteurs, moissonneuses-batteuses, charrues, cultivateurs, bennes, faucheuses, etc.

### Élevage
Farming Simulator 17 propose d'élever quatre espèces animales : les poules, les vaches, les moutons et les cochons.

### Sylviculture
Depuis Farming Simulator 15 les joueurs peuvent désormais faire de la sylviculture.

## Nouveautés
- Goldcrest Valley
- Sosnovka

### Système de train
Deux lignes de train circulent sur la carte « Goldcrest Valley » et permettent au joueur de transporter une grande partie de sa production.

### «Tip  Anything»
« Tip  Anything » est la nouvelle fonction qui permet de décharger ses récoltes n'importe où au sol, sans devoir utiliser une benne ou un silo.

## Modding
Farming Simulator 17 est comme ses prédécesseurs facilement modifiable grâce au Giants Editor. Ces mods seront disponibles pour PC mais également sur consoles grâce à une fonctionnalité intitulée le modhub.